# 2013년 1월
| 2013년: 1월 · 2월 · 3월 · 4월 · 5월 · 6월 · 7월 · 8월 · 9월 · 10월 · 11월 · 12월 |

| <          | 2013년 1월 | 2013년 1월   | 2013년 1월 | 2013년 1월 | 2013년 1월 | >            |
| 일         | 월         | 화           | 수         | 목         | 금         | 토           |
|            |            | 1 11.20 정묘 | 2 21 무진  | 3 22 기사  | 4 23 경오  | 5 24 신미    |
| 6 25 임신  | 7 26 계유  | 8 27 갑술    | 9 28 을해  | 10 29 병자 | 11 30 정축 | 12 12.1 무인 |
| 13 2 기묘  | 14 3 경진  | 15 4 신사    | 16 5 임오  | 17 6 계미  | 18 7 갑신  | 19 8 을유    |
| 20 9 병술  | 21 10 정해 | 22 11 무자   | 23 12 기축 | 24 13 경인 | 25 14 신묘 | 26 15 임진   |
| 27 16 계사 | 28 17 갑오 | 29 18 을미   | 30 19 병신 | 31 20 정유 |            |              |

| - 1월 1일 - 패티 페이지 - 1월 5일 - 김태촌 - 1월 6일 - 조성민 - 1월 9일 - 제임스 뷰캐넌 - 1월 13일 - 에런 스워츠 - 1월 15일 - 오시마 나기사 편집하기 |

## 2013년1월 30일(수요일)
사회
- 나로호가 발사에 성공하다.

## 2013년1월 29일(화요일)
정치
- 김용준 국무총리 지명자가 자진 사퇴를 하다.

## 2013년1월 27일(일요일)
국제
- 브라질의 나이트클럽에 화재가 발생하여 245명이 숨지고 100여명의 부상자가 발생하다.

## 2013년1월 25일(금요일)
사회
- 울산 자매 살인사건의 범인 김홍일에게 1심에서 사형이 선고되다.
- 여의도 흉기 난동 사건의 범인에게 징역 14년을 선고하다.

## 2013년1월 23일(수요일)
국제
- UN 안전보장이사회가 북한의 로켓 발사에 대한 제재 내용을 담은 안보리 결의안 2087호를 채택하였다.

## 2013년1월 22일(화요일)
사회
- 이명박 대통령이 택시법에 대해 거부권을 행사하다.

## 2013년1월 20일(일요일)
국제
- 미국에서 현지시각 낮 12시, 백악관에서 미국 대통령 버락 오바마가 취임 선서를 함으로써 2기 임기가 공식 출범하다.

## 2013년1월 16일(수요일)
사회
- 영국 런던 상공에서 헬기가 공사장에 있는 크레인과 충돌하여 2명이 사망하다.

## 2013년1월 15일(화요일)
정치
- 대한민국 대통령직 인수위원회가 정부조직 개편안을 발표하다.

사회
- 서울특별시 강서구 외발산동 영인운수 차고지에서 시내버스가 방화로 인한 화재사고로 38대의 버스가 전소되는 피해를 입다.

## 2013년1월 10일(목요일)
사회
- 2012년 나주 초등학생 성폭행 사건의 범인에 대해 검찰에서 사형을 구형하다.

경제
- 한국은행 금융통화위원회가 기준금리를 2.75%로 동결하다.

국제
- 파키스탄에서 3건의 폭탄 테러가 발생하여 최소 125명이 사망하고 270명 이상이 부상당하다.

## 2013년1월 9일(수요일)
정치
- 민주통합당의 비상대책위원장으로 문희상이 선출되다.

## 2013년1월 5일(토요일)
교통
- 동차형 새마을호(일명 PP동차)가 마지막으로 운행하고 25년 만에 역사속으로 완전히 사라지다.

## 2013년1월 3일(목요일)
사회
- 2012년 1월 일본 야스쿠니 신사에 불을 지른 방화 용의자 류창을 일본으로 송환하는 문제와 관련해 서울고등법원이 정치범으로 판단하여 일본 정부의 범죄인 인도 요청을 기각하다.

## 2013년1월 2일(수요일)
재해
- 제주특별자치도 서귀포시 성산읍 동쪽 39km 해역에서 규모 2.4 지진이 발생하다.

## 2013년1월 1일(화요일)
국제
- 대한민국, 오스트레일리아, 아르헨티나, 룩셈부르크, 르완다가 국제 연합 안전 보장 이사회의 비상임 이사국이 되다.

문화
- 강남스타일 뮤직비디오가 유튜브 조회수 11억 건을 돌파하다.

교통
- 경산역에 KTX가 하루 4회 정차하기 시작하다.